# Mary-Ann Eisel
Mary-Ann Eisel (Stati Uniti d'America, 25 novembre 1946) è un'ex tennista statunitense.

## Carriera
Ottiene i suoi migliori risultati alla fine degli anni 1960, con l'avvento dell'era Open. In singolare il risultato migliore lo raggiunge al Torneo di Wimbledon 1967 dove viene sconfitta da Adrianne Haydon nei quarti di finale in tre set. Nel doppio femminile ha ottenuto una finale agli U.S. National Championships 1967 insieme a Donna Floyd mentre raggiunge due semifinali a Wimbledon in coppia con Valerie Ziegenfuss.
Vince il suo unico Slam a New York nel 1968 con l'inglese Peter Curtis nel doppio misto.
In Fed Cup ha giocato nove match con la squadra statunitense vincendone cinque.